# 노 태공
백금(伯禽, ? ~ 기원전 998년경)은 노나라(魯)의 초대 군주로, 성은 희(姬), 이름은 금보(禽父)이며, 백금이란 이름은 그의 자(字)이다. 아버지는 주공 단(周公旦)이다. 시호는 태공(太公)이며, 통칭으로는 공백금(公伯禽), 노공(魯公) 희백금(姬伯禽)로도 부른다.

## 생애
주나라의 정치가 주공 단(周公旦)의 장남이다. 아버지 주공 단이 노나라의 영주로 봉해졌으나, 주 성왕을 보좌하기 위해서 주나라의 수도인 호경에 남았다. 아들인 백금이 노나라로 보내졌고, 백금이 노공(魯公)이 되었다.
노나라의 군주로 즉위한 후에 관숙 선(管叔鮮)과 채숙 도(蔡叔度)가 주공의 정치에 불만을 품어, 주왕의 아들 무경(武庚)을 포섭하여, 삼감의 난을 일으켰다. 아버지 주공 단이 반란군을 진압하여, 노나라에는 큰 문제가 없었다. 노 태공 백금은 상(喪)을 지내는 기간을 삼년으로 정하는 등 노나라의 문화 발전에 기여하였다고 한다.
그리고 기원전 998년경에 사망하여, 백금의 아들 고공(考公) 추(酋)가 노나라 군주로 즉위하였다.